# Astragalus takhtadzhjanii
Astragalus takhtadzhjanii là một loài thực vật có hoa trong họ Đậu. Loài này được Grossh. miêu tả khoa học đầu tiên.